# Alegere imperială
Alegerea imperială a reprezentat alegerea unui rege romano-german (numit în istorie și Rege al Romanilor) în Sfântul Imperiu Roman. 

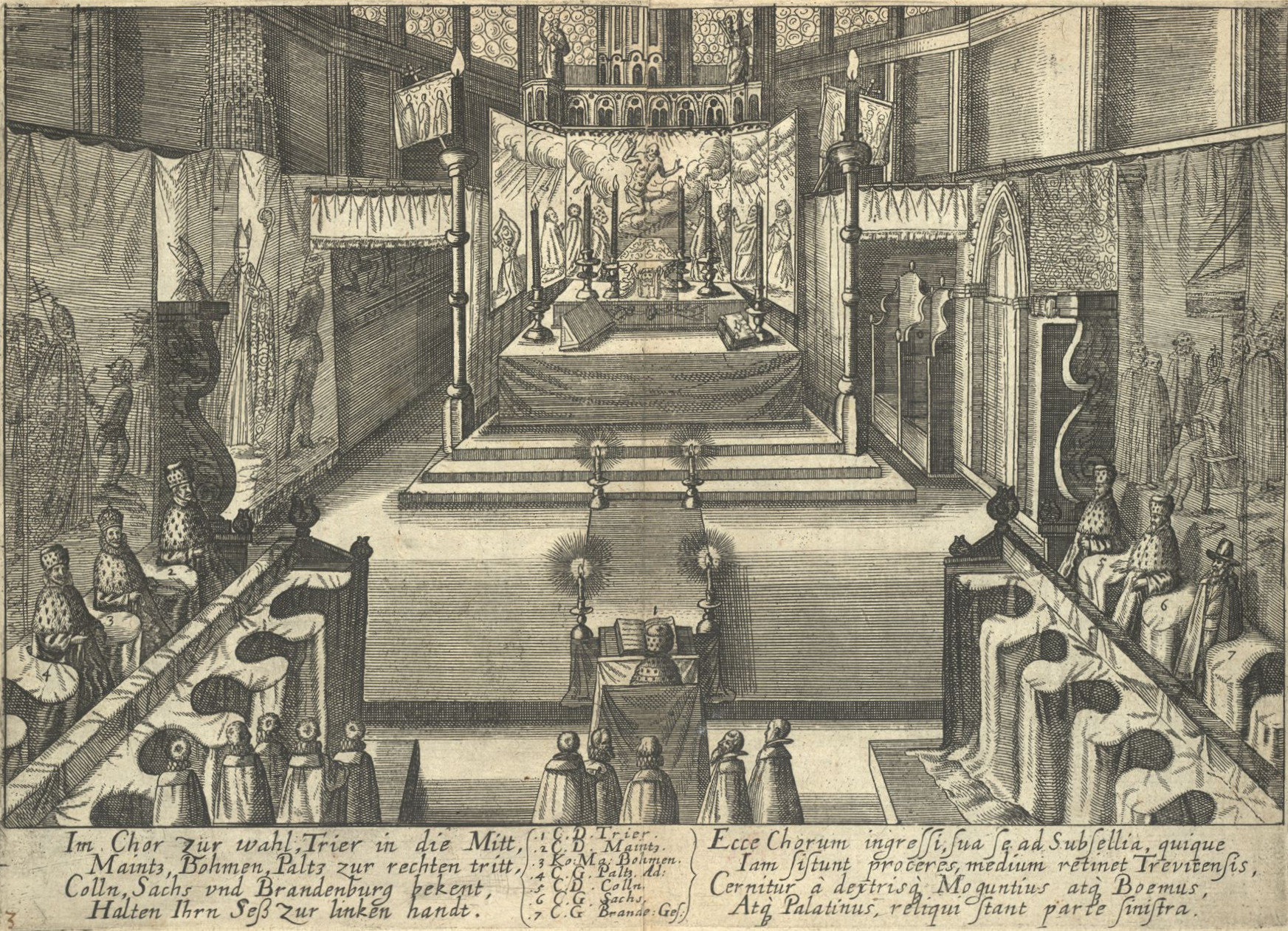
Alegerea lui Matia I ca împărat romano-german de către principii electori în 1612 (gravură contemporană)

Alegerea regelui era procedura prin care un consiliu ridica un candidat la rangul de rege. 
Această alegere a existat ca procedură în unele state germanice succesoare ale Imperiului Roman antic în timpul Marii Migrații a popoarelor, respectiv în Evul Mediu Timpuriu, în Sfântul Imperiu Roman și în Regatul Poloniei din 1573 până în 1795 (vezi Istoria Poloniei). În mod tradițional stările generale din Regatul Ungariei și din Regatul Boemiei pretindeau dreptul de a alege regele, dar pe care Habsburgii îl negau cu intenția de a încorpora aceste regate în teritoriile lor ereditare.
Dreptul de a alege un rege în Sfântul Imperiu Roman a fost rezervat încă din secolul al XIII-lea doar unui număr limitat de prinți imperiali: principii electori. Există diverse teorii despre evoluția dreptului lor exclusiv de vot.
Titlul de rege, respectiv împărat, era acordat pe viață însă a existat și procedura destituirii (regele Venceslau al IV-lea a fost destituit în 1400, iar în locul său a fost ales rege romano-german Rupert al Palatinatului). 
În Sfântul Imperiu Roman au existat mai multe dinastii conducătoare, adică familii care au deținut cea mai înaltă funcție laică în stat pentru o perioadă lungă de timp. Continuitatea dinastiilor s-a datorat, pe de o parte, succesiunii la tron prin moștenire și, pe de altă parte, alegerii imperiale. Cele cinci mari familii conducătoare în Evul Mediu au fost: dinastia Merovingiană, dinastia Carolingiană, dinastia Ottoniană, dinastia Saliană și dinastia Staufer.
Papa era autoritatea care îl putea încorona pe regele ales ca împărat în Bazilica Sf. Petru din Roma. De obicei treceau câțiva ani între alegerea regelui și încoronarea sa ca împărat datorită dificultăților ridicate de călătoria la Roma.
În cazul în care succesiunea nu era posibilă pe calea moștenirii tronului, era ales un nou rege. La alegeri participau principi laici și principi ecleziastici. O lungă perioadă de timp nu a fost stabilit exact care principi aveau drept de vot ceea ce a generat numeroase conflicte între cei care se considerau îndreptățiți să participe la alegerea imperială.

În 1356 a fost stabilit pentru prima dată un consiliu care urma să participe la viitoarele alegeri și care a rămas valabil până în 1806 la sfârșitul Sfântului Imperiu Roman. Enumerarea exactă a celor care aveau dreptul de a alege regele a fost consemnată în Bula de Aur emisă de Carol al IV-lea în 1356. Această Bulă de Aur a devenit legea fundamentală în virtutea căreia toți viitorii regi și împărați au fost aleși. 

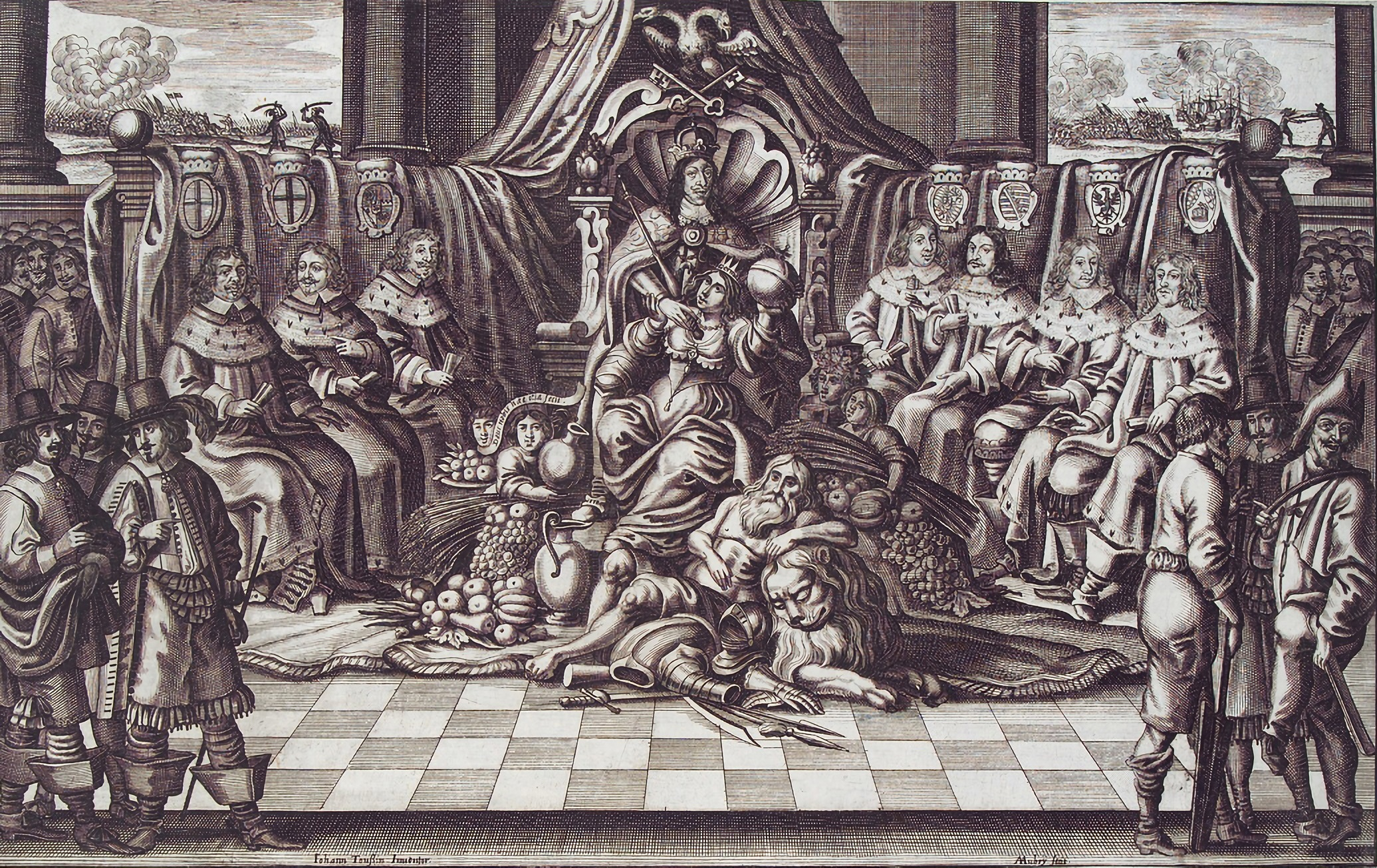
Împăratul și cei opt electori (de Trier, Köln, Mainz, Boemia, Bavaria, Saxonia, Brandenburg și de Palatinat; gravură în aramă de Abraham Aubry, Nürnberg 1663/1664)

În total au fost stabiliți șapte electori, astfel:
– trei principi electori ecleziastici: 
- Prințul-Arhiepiscop de Mainz
- Prințul-Arhiepiscop de Trier
- Prințul-Arhiepiscop de Köln

– trei principi electori laici:
- Regele Boemiei (din Casa de Luxemburg la vremea emiterii Bulei de Aur; în 1526 Coroana Boemiei a fost dobândită de Casa de Habsburg; Boemia era o monarhie electivă, însă în timpul Habsburgilor a devenit de facto ereditară);
- Contele Palatin al Rinului (a fost întotdeauna un membru al Casei de Wittelsbach);
- Ducele Saxoniei (în 1356 membru al Casei de Ascania; din 1423 membru al Casei de Wettin);
- Margraful de Brandenburg (în 1356 membru al Casei de Wittelsbach; din 1373 membru al Casei de Luxemburg; din 1415 membru al Casei de Hohenzollern).

### Schimbări ulterioare
Mai târziu au fost adăugați consiliului electoral:
- Ducele de Bavaria, dintr-o altă ramură a Casei de Wittelsbach, și
- Ducele de Braunschweig-Lüneburg (cunoscut și sub numele de Elector de Hanovra) din Casa de Welf.